# Piona loda
Piona loda är en kvalsterart som beskrevs av Cook 1960. Piona loda ingår i släktet Piona och familjen Pionidae. Inga underarter finns listade i Catalogue of Life.